# Klaus Reichert
Klaus Reichert, född den 3 juni 1947 i Hanau, Tyskland, är en västtysk fäktare som tog OS-silver i herrarnas lagtävling i florett i samband med de olympiska fäktningstävlingarna 1984 i Los Angeles.